# Biała plama
Biała plama (łac. terra incognita – ziemia nieznana) - w dawnych czasach tereny nieznane i nieodkryte. Nazwa pochodzi od tego, że na mapach takie miejsca były całkowicie białe. Analogicznie określenie to używane jest w historii w kontekście przeinaczeń, przekłamań, niedomówień, mitów powstałych z powodów politycznych bądź też braku źródeł historycznych i umiejętności ich interpretowania.